# Wilhelm Schmidt (Kunsthistoriker)
Wilhelm Schmidt (* 18. Juli 1842 in Birkenfeld; † 15. Juli 1915 in Herrsching am Ammersee) war ein deutscher Kunsthistoriker.

## Leben
Wilhelm Schmidt studierte an der Universität München und wurde 1873 bei Heinrich von Brunn mit einer Arbeit über den Maler Adriaen Brouwer promoviert. Am 1. September 1874 kam er als erster ausgebildeter Kunsthistoriker als Konservator an die Königliche Kupferstich- und Handzeichnungssammlung in München. Am 16. Mai 1890 wurde er Direktor der Sammlung. Daneben lehrte er als Professor an der Akademie der bildenden Künste München. Am 15. April 1904 trat er in den Ruhestand.
Er arbeitete vor allem zu altdeutschen Künstlern, aber auch zu frühen italienischen, wie Giorgione und Piero della Francesca. Sein Hauptwerk war die in neun Lieferungen veröffentlichten Handzeichnungen alter Meister im Königlichen Kupferstich-Kabinett zu München, die ab 1884 erschienen. Er verfasste zahlreiche Artikel für die Allgemeine Deutsche Biographie.

## Veröffentlichungen (Auswahl)
- Das Leben des Malers Adrian Brouwer. Kritische Beleuchtung der über ihn verbreiteten Sagen. Wilhelm Engelmann, Leipzig, 1873 (Dissertation, Digitalisat).
- Handzeichnungen alter Meister im Königlichen Kupferstich-Kabinett zu München. 4 Bände. Verlags-Anstalt für Kunst und Wissenschaft, München (1884–1893)